# 聖サビエル記念公園
聖サビエル記念公園（せいサビエルきねんこうえん）は、山口県山口市金古曽町にある都市公園（歴史公園）である。日本最初のキリスト教教会とされる大道寺の跡地とされており、記念碑などが建っている。山口都市計画での名称は、サビヱル公園。
山口サビエル記念聖堂のある位置と間違えられやすいが、北東に約1.5km離れたところである。

## 所在地情報
所在地
- 山口県山口市金古曽町4番地

交通
- 鉄道
  - 上山口駅（西日本旅客鉄道〈JR西日本〉山口線） - 徒歩で約8分

## 周辺
- 今八幡宮
- 豊榮神社・野田神社
- 瑠璃光寺
- 山口県護国神社
- 野田学園中学校・高等学校
- 山口サビエル記念聖堂 - 山口市亀山町にある記念聖堂。徒歩で約24分[3]。
- 山口市菜香亭

### 人物
- 大内義隆 - 第10代の大内氏
- フランシスコ・ザビエル - キリスト教を布教した人物
- エメ・ヴィリヨン - 公園建設に尽力した人物の一人で園内に胸像がある
- 中原中也 - 中也の大叔父の政熊は、公園建設に資金面で協力した人物の一人である

### 観光スポット&イベント
- サビエルカンパーナ - ベーカリー&レストラン
- 日本のクリスマスは山口から - 毎年12月に行われるイベント